# 瓦雷兹河畔克洛纳
瓦雷兹河畔克洛纳（法語：Clonas-sur-Varèze，法語發音：[klɔna syʁ vaʁɛz]）是法国伊泽尔省的一个市镇，属于维埃纳区。

## 地理
瓦雷兹河畔克洛纳（45°24'51"N, 4°47'27"E）面积6.83 平方千米，位于法国奥弗涅-罗讷-阿尔卑斯大区伊泽尔省，该省份为法国东南部内陆省份，北起顺时针与安省、萨瓦省、上阿尔卑斯省、德龙省、阿尔代什省、卢瓦尔省和罗讷省。
与瓦雷兹河畔克洛纳接壤的市镇（或旧市镇、城区）包括：圣莫里斯莱克西勒、圣普里姆、瓦雷兹河畔欧布里沃、鲁西永、罗讷河畔圣阿尔邦、罗讷河畔圣克莱尔。

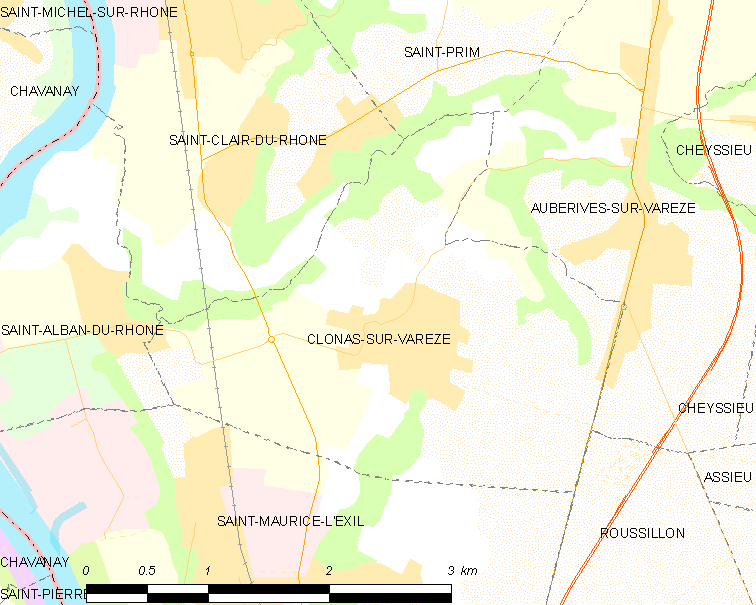
瓦雷兹河畔克洛纳的OSM定位图

瓦雷兹河畔克洛纳的时区为UTC+01:00、UTC+02:00（夏令时）。

## 行政
瓦雷兹河畔克洛纳的邮政编码为38550，INSEE市镇编码为38114。

## 政治
瓦雷兹河畔克洛纳所属的省级选区为维埃纳第二县。

## 人口

1962-2008年间瓦雷兹河畔克洛纳人口变化图示

瓦雷兹河畔克洛纳于2022年1月1日时的人口数量为1541人。